# Henri Krasucki
Henri Krasucki, né Henoch Krasucki le 2 septembre 1924 à Wołomin dans la banlieue de Varsovie en Pologne et mort le 24 janvier 2003 à Paris, est un syndicaliste français, secrétaire général de la Confédération générale du travail de 1982 à 1992. Résistant, il fut membre actif de la section juive des FTP-MOI pendant la Seconde Guerre mondiale.

## Biographie

### Jeunesse
Son père Isaac (en polonais Izaak, en yiddish Itzik), né le 26 août 1902 à Varsovie, ouvrier tricoteur, avait commencé à travailler à treize ans dans une fabrique de textile. Militant syndical et politique, membre du Parti communiste de Pologne dans la Pologne de Józef Piłsudski, où l’anticommunisme le dispute à l’antisémitisme, Isaac s’expatrie en 1926. Deux ans plus tard, son épouse, Léa (« Léyelé ») Borszczewska, née le 1er janvier 1903 à Wołomin, ouvrière du textile et militante du Parti communiste polonais comme lui, et son fils quittent à leur tour le shtetl, petit village juif de la banlieue de Varsovie, et le rejoignent à Ménilmontant, dans le 20e arrondissement de Paris. Isaac et Léa travaillent dans « la maille » (le tricot), tenant un petit atelier de textile de Belleville qui compte alors une importante communauté yiddishophone et reprennent, aussitôt arrivés, le « combat des exploités » dans la CGTU, au Parti communiste français et dans des organisations juives révolutionnaires.
Pendant son enfance, Henri Krasucki est « l’un des plus célèbres pionniers rouges » de l’une des sections les plus représentatives des Jeunesses communistes, celle de Belleville. Il y fait la connaissance de Pierre George, le futur Colonel Fabien, de 5 ans son aîné et qui devient son instructeur. Dans un entretien accordé à Télérama en 1999, il évoque le « fraternel patronage communiste » de son quartier ainsi que celui de Ménilmontant. Alors que ses parents souhaitaient le voir poursuivre des études, car il se révèle brillant élève lors de ses classes élémentaires à l’école de la rue Levert puis au lycée Voltaire, il préfère se faire embaucher chez Renault une fois son CAP d'ajusteur en poche ; ses qualités de syndicaliste le font vite remarquer.

### La Résistance et la déportation
En septembre 1939, le PCF est interdit par le gouvernement Daladier à la suite de son approbation du pacte germano-soviétique, traité de non-agression entre l'Allemagne nazie et l'Union soviétique. Isaac Krasucki doit plonger dans la clandestinité. Son fils a quitté l’école. En 1940, quand les Allemands entrent à Paris, il travaille dans une usine de Levallois comme ajusteur. Il a quinze ans. À la fin de l’année 1940, Henri Krasucki intègre les Jeunesses communistes dans la section juive de la Main-d'œuvre immigrée (FTP-MOI) du Parti communiste dans le 20e arrondissement. Il a d’abord des responsabilités dans son quartier, puis à l’échelon de son arrondissement, et enfin en 1942 au niveau de la région parisienne. À la suite du premier coup de feu du Colonel Fabien, le 21 août 1941, qui marque le début de la Résistance armée des communistes français, Henri Krasucki prend sa part de risques : sabotages, lancement de tracts depuis le métro aérien, actions militaires. En effet, à partir du 22 juin 1941, Hitler avait entrepris l'invasion de l'URSS, rompant unilatéralement le pacte avec Staline.
Le 20 janvier 1943, le père d'Henri Krasucki est arrêté pour sabotage et interné à Drancy ; il est déporté par le convoi no 47, en date du 9 février 1943 à Birkenau et gazé dès son arrivée le 13 février. Sa dernière adresse est au 107 rue des Couronnes, dans le 20e arrondissement de Paris.
Sous le pseudonyme de « Mésange » (une houppe de cheveux noirs coiffant alors son jeune visage émacié), Henri Krasucki, dit également « Bertrand », s’occupe des cadres et du recrutement des jeunes avec sa compagne Paulette Sliwka.
Il est arrêté le 23 mars 1943, à 7 h 15, à la sortie de son domicile, 8 rue Stanislas-Meunier Paris 20e.
Les inspecteurs de la Brigade spéciale no 2 des Renseignements généraux feront de lui le portrait suivant :

« Bertrand : 22 ans, 1,70 m, mince, nez long, visage type sémite, cheveux châtain clair rejetés en arrière, retombant sur le côté. Pardessus bleu marine à martingale, pantalon noir, souliers jaunes, chaussettes grises. »

Comme sa mère et sa sœur, il est torturé pendant six semaines, parfois devant sa mère, mais il ne parle pas.
Les Français de la Brigade spéciale no 2 le livrent à la Geheime Feldpolizei, qui l’enferme à la prison de Fresnes, où il demeure privé de tout contact, dans le quartier des condamnés à mort avant d'être transféré au camp de Drancy. Il y retrouve ses camarades Roger Trugnan et Samuel Razynski, dit « Sam ».
À la mi-juin, c’est la déportation vers l'Allemagne. Les jeunes manifestent dans le camp. Roger Trugnan raconte : « Nous chantions La Marseillaise et les gendarmes tapaient sur ceux qui chantaient ». Son convoi quittant Drancy, le numéro 55, du 23 juin 1943 — où se trouvent aussi sa mère Léa et sa compagne Paulette Sliwka — déportait 1 002 juifs, dont 160 enfants de moins de 18 ans, transportés dans des wagons à bestiaux. Deux jours et une nuit plus tard, ils arrivent à Birkenau, annexe d'Auschwitz. Seules 86 personnes de ce convoi ont survécu à la Shoah.
Henri et ses camarades sont affectés au camp annexe de Jawischowitz (de). Ils travaillent à la mine, seize heures par jour, avec la faim, les coups, et la crainte de la maladie, qui signifie la mort. Mais aussi la résistance : aussitôt arrivés, Henri, Roger, leur copain Sam ont cherché le contact. Ils continuent la lutte derrière les barbelés. Ils la continueront jusqu’au bout. Jusqu’à Buchenwald, où ils sont évacués en janvier 1945 — la terrible « marche de la mort ». Là, épuisés, ils sont pris en charge par l’organisation de Marcel Paul et du commandant Manhès.
Ils participent à l’insurrection du camp : « J’avais un vieux chassepot, raconte Roger, Henri avait un bazooka ! ».
Henri Krasucki en revient le 28 avril 1945, « juste à temps pour manifester le 1er mai », comme il dira avec humour. Le lieutenant Krasucki, au titre des FTPF de Charles Tillon, travaille comme ouvrier métallurgiste dans diverses usines de la métallurgie.
Henri Krasucki prend en charge Simon Rayman — le frère cadet de son meilleur ami Marcel Rayman, fusillé le 21 février 1944 par les nazis — qui se retrouve sans famille après que sa mère a été gazée dès son arrivée à Auschwitz, et s'en occupe comme d'un frère.

### Engagements syndicaux et politiques
Après la guerre, il devient l'un des dirigeants du Parti communiste français, mais son principal engagement reste syndical. Il est naturalisé français en 1947, l'année même où il devient permanent syndical à la CGT. En 1949, il est secrétaire de l’Union départementale de la CGT de la Seine. En 1953, il entre au bureau fédéral de la Seine du PCF, puis, en 1956, au comité central du PCF en tant que membre suppléant. En 1961, il entre au bureau confédéral de la CGT, puis devient directeur de La Vie ouvrière (la « VO »), le journal du syndicat qu'il dirige pendant dix ans. En 1964, il devient membre du bureau politique du PCF. Avec Roland Leroy et Louis Aragon, il est l’un des « accoucheurs » du comité central d’Argenteuil, tournant historique du Parti dans ses relations à la culture, à la recherche et aux intellectuels. En 1966, grâce aux liens tissés avec Marcel Paul à Buchenwald, il règle le long conflit entre ce dernier et la direction de la fédération de l'éclairage.
Quand Benoît Frachon se retire, en 1967, Henri Krasucki se trouve aux côtés de Georges Séguy. Il est un temps pressenti pour prendre la direction de la CGT, mais Séguy lui est préféré. Un an plus tard, à l’occasion de la plus grande grève que la France ait jamais connue, Henri Krasucki est l’un des principaux négociateurs des accords de Grenelle.
Il succède à Georges Séguy en juin 1982, lors du 41e congrès ayant lieu à Lille, et va rester dix ans à la tête de la CGT.
Au début de son mandat, alors que François Mitterrand est président de la République depuis un an, Henri Krasucki se place en principal interlocuteur du pouvoir, jusqu’au départ des ministres communistes du gouvernement en juillet 1984, où il redevient le porte-parole du mécontentement social. Jusqu’au début des années 1980, il défend les orientations les plus rigides du PCF, ce qui l’amène à s’opposer de façon feutrée à Georges Séguy. En effet, depuis 1978, ce dernier cherchait à préserver la CGT des conséquences politiques résultant de la rupture de l’Union de la gauche, survenue en octobre 1977. Séguy s’efforçait de ne pas prendre parti sur la responsabilité de la rupture. Krasucki lui succède non sans résistances internes. Internationaliste convaincu, il est élu en 1986 vice-président de la Fédération syndicale mondiale (FSM), dont il a du mal à accepter la désaffiliation de la CGT en 1995. Toutefois, il amorce sur la fin de son mandat une prise de distance avec le PCF, qui vaudra au syndicat de beaucoup mieux supporter que le parti les évolutions des années 1990.
Ainsi, silencieux sur l'insurrection de juin 1953 en Allemagne de l'Est, sur l'insurrection de Budapest en 1956 et sur le Printemps de Prague de 1968, il demande secrètement en 1985 au conseil central des syndicats de l'URSS d'accorder à son syndicat une aide urgente de 10 millions de francs (1 million de roubles convertibles). Cette aide sera attribuée en deux versements, en 1985 et 1986, de 500 000 roubles provenant du Comité du tourisme et d'excursion, par le KGB.
Il condamne, après le 43e congrès en 1989, la répression de la place Tienanmen en Chine.
En janvier 1992, lors du 44e congrès à Montreuil, il laisse sa place, à 68 ans, à la tête du syndicat à Louis Viannet. En dix ans, les effectifs de la CGT auront fondu de moitié, à environ 700 000 adhérents.

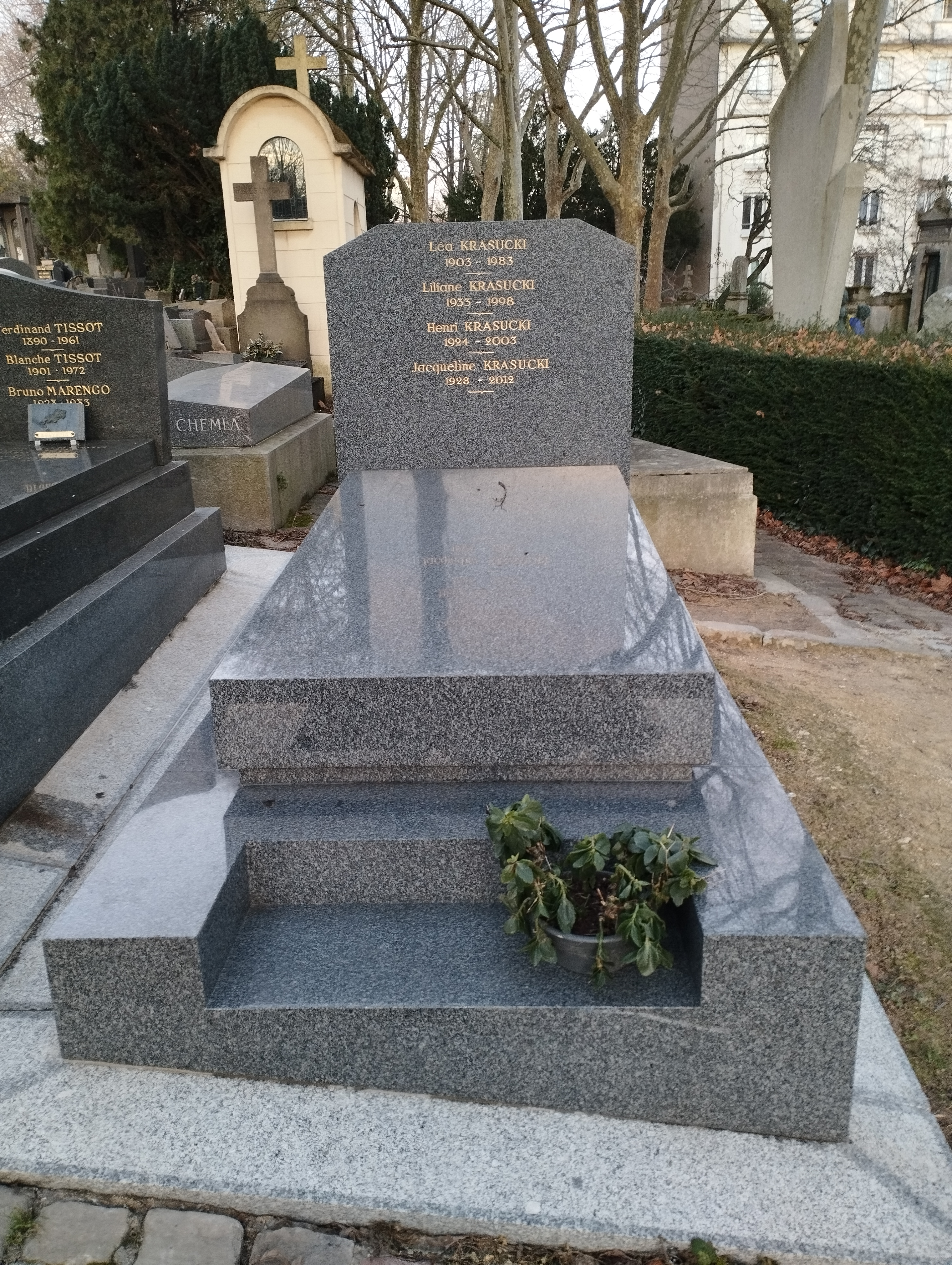
Tombe de Henri Krasucki au cimetière du Père-Lachaise (division 97).

Il reste membre du bureau politique du Parti communiste jusqu’en 1996. À sa mort, le 24 janvier 2003 à l'âge de 78 ans, la secrétaire nationale du parti, Marie-George Buffet, salue « avec émotion et beaucoup de respect » la mémoire du « camarade Henri Krasucki ». Le président Jacques Chirac rend hommage « au fils d'immigrés polonais dont la jeunesse a été très tôt marquée par le combat pour la liberté et pour la France, et qui a connu le drame de la déportation alors qu'il n'avait pas vingt ans ».
Son inhumation au cimetière du Père-Lachaise le 28 janvier 2003 a donné lieu à une importante cérémonie d'obsèques civiles qui réunit autour de sa famille des dirigeants de la CGT, du PCF et de la Fédération des Déportés, ainsi que de nombreux représentants de la classe politique et des syndicats. Il repose désormais auprès de sa mère Léa et de sa sœur « Lili », près du carré des déportés en face du mur des Fédérés,.

## Personnalité et image
Henri Krasucki a subi parfois des attaques personnelles, comme en 1987, lors d’un Club de la presse, lorsqu'une journaliste du Figaro-Magazine lui reproche d’être un « Français de fraîche date » qui, « naturalisé en 1947 », se permet de critiquer la politique de la France. Il réplique en racontant l’histoire de son père. « Mes origines n’ont rien d’extraordinaire » explique-t-il à Jean-Claude Poitou, « il se trouve d’ailleurs qu’elles sont les mêmes que celles du cardinal archevêque de Paris (il s'agit de Jean-Marie Lustiger, comme lui d'origine juive polonaise). Ses parents et les miens ont, à peu d’années d’intervalle, vécu la même histoire, bien qu’avec des idées différentes. Je ne peux m’empêcher d’observer que si, par hypothèse, les circonstances de la vie m’avaient fait archevêque, on évoquerait aujourd'hui mes origines avec tact, sans insinuation perfide. Et si je comptais parmi mes ancêtres quelques grands princes polonais, alors là… » (allusion au prince Michel Poniatowski, ministre français).
Il a été caricaturé à la télévision comme un personnage limité, à la suite d'une déclaration télévisée le 12 octobre 1989 où il s'est embrouillé dans des chiffres. En effet, la conversation de sa marionnette (« Crabe Zuki » dans le Bébête Show) n'exprime généralement qu'une seule idée, sinon un seul mot : « La grève ! ». Henri Krasucki, qui utilisa largement ce moyen de pression, était aussi un homme cultivé, amateur d'opéra. Homme « rigoureux, épris de liberté et de justice », il était reconnu comme un vigoureux négociateur — acteur important des accords sur l’indemnisation du chômage et le droit à la formation, en 1970 —, mais aussi comme un vif partisan de la ligne dure de son parti et de la grève (sauf après l'arrivée de la gauche au pouvoir entre 1981 et 1983).

## Postérité

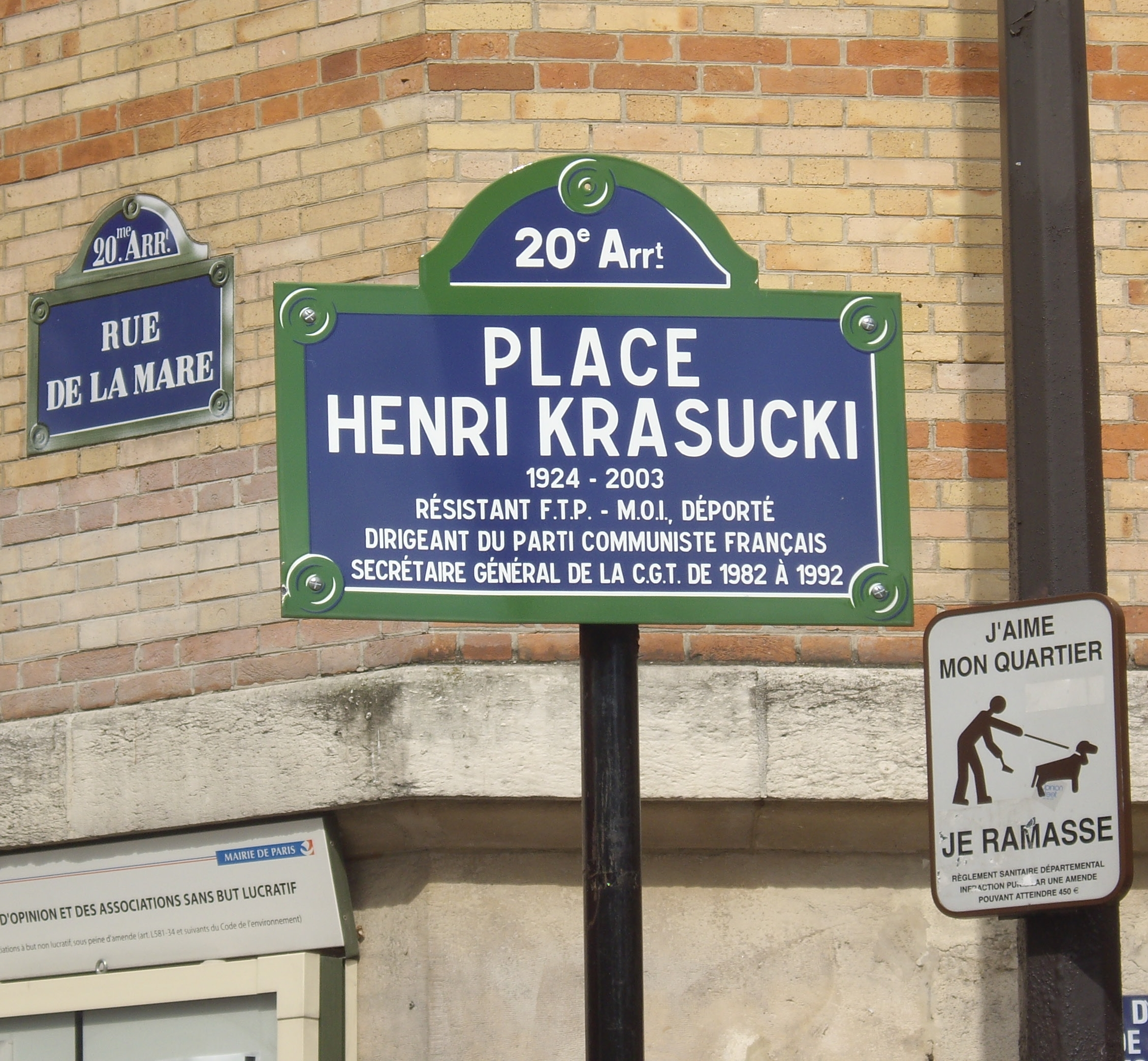
Plaque de la place Henri-Krasucki.

Une place Henri-Krasucki est inaugurée le 23 juin 2005, dans le 20e arrondissement de Paris, au carrefour de la rue Levert, rue des Envierges, rue de la Mare, rue des Couronnes et rue des Cascades, près du parc de Belleville. Il avait longtemps habité au 107 rue des Couronnes, sur la place qui porte aujourd'hui son nom.
En 2009, Adrien Jolivet interprète Henri Krasucki dans L'Armée du crime de Robert Guédiguian, retraçant la résistance parisienne des FTP-MOI.
Lors de la guerre civile syrienne, une « brigade Henri Krasucki » est formée par des volontaires français cégétistes engagés aux côtés des Unités de protection du peuple et au sein du Bataillon international de libération pour lutter contre Daech.

## Publications
- Syndicats et lutte des classes, Éditions sociales (1969)
- Syndicats et socialisme, Éditions sociales (1972)
- Syndicats et unité, Éditions sociales (1980)
- Un syndicat moderne ? Oui !, éditions Messidor (1987)